# عماد خاشقجی
عماد خاشقجی (انگلیسی: Emad Khashoggi؛ زادهٔ ۲۵ مارس ۱۹۶۸) تاجر اهل عربستان سعودی است.